# Abekfoziltransferaza
Abekfoziltransferaza (EC 2.4.1.60, triheksoza difosfolipid abekvoziltransferaza) je enzim sa sistematskim imenom CDP-alfa--abekvoza:Man(alfa1->4)Rha(alfa1->3)Gal(beta-1)-difosfolipid D-abekvosiltransferaza. Ovaj enzim katalizuje sledeću hemijsku reakciju
CDP-alfa--abekvoza + alfa-D-manopiranozil-(1->4)-alfa--ramnopiranozil-(1->3)-beta--galaktopiranozil-difosfodekaprenol {\displaystyle \rightleftharpoons } CDP + alfa-D-abekvopiranozil-(1->3)-alfa-D-manopiranozil-(1->4)-alfa--ramnopiranozil-(1->3)-beta--galaktopiranozil-difosfodekaprenol

## Literatura
- Nicholas C. Price; Lewis Stevens (1999). Fundamentals of Enzymology: The Cell and Molecular Biology of Catalytic Proteins (Third изд.). USA: Oxford University Press. ISBN 019850229X.
- Eric J. Toone (2006). Advances in Enzymology and Related Areas of Molecular Biology, Protein Evolution (Volume 75 изд.). Wiley-Interscience. ISBN 0471205036.
- Branden C; Tooze J. Introduction to Protein Structure. New York, NY: Garland Publishing. ISBN 0-8153-2305-0.
- Irwin H. Segel. Enzyme Kinetics: Behavior and Analysis of Rapid Equilibrium and Steady-State Enzyme Systems (Book 44 изд.). Wiley Classics Library. ISBN 0471303097.

## Spoljašnje veze
- Abequosyltransferase на 